# Терпсихора
Терпсихо́ра (др.-греч. Τερψιχόρη) — муза танца. Персонаж древнегреческих мифов, популярный образ и символ в искусстве. Согласно Диодору, получила имя от наслаждения (терпейн) зрителей являемыми в искусстве благами. Среди Муз её называют Иоанн Цец. Мать Парфенопы.
Дочь Зевса и Мнемосины. Считается покровительницей танцев и хорового пения. Изображалась в виде молодой женщины с улыбкой на лице, иногда в позе танцовщицы, чаще сидящей и играющей на лире.
Характерные атрибуты:
- венок на голове;
- в одной руке она держала лиру, а в другой плектр (медиатор).

Считается матерью сирен (отец — бог реки Ахелой) и певца Лина (по другой версии его мать — другая муза Урания). По Гигину — мать Евмолпа.
Упомянута Пиндаром. Эту музу связывают с Дионисом, приписывая ей атрибут этого бога — плющ (о чём гласит надпись на Геликоне, посвящённая Терпсихоре).
В честь Терпсихоры назван астероид (81) Терпсихора, открытый в 1864 году.